# November 1933
| Deze maand                                                                     |
| ------------------------------------------------------------------------------ |
| - Nadir Shah vermoord - VS erkent Sovjet-Unie - Fukien onafhankelijk verklaard |

De volgende gebeurtenissen speelden zich af in november 1933. Sommige gebeurtenissen kunnen één of meer dagen te laat zijn vermeld doordat ze op de datum staan aangegeven waarop ze bekend zijn geworden in plaats van de datum waarop ze werkelijk hebben plaatsgevonden.
- 1: Verdere nationaalsocialistische provocaties aan de Beiers-Oostenrijkse grens (zoals het branden van hakenkruisvuren) zullen leiden tot 1 jaar concentratiekamp voor een nationaalsocialistische leider in Oostenrijk.
- 1: Belgische ambtenaren wordt het lidmaatschap van communistische en nationaalsocialistische partijen verboden.
- 1: De journalistieke betrekkingen tussen Duitsland en de Sovjet-Unie worden hervat.
- 1: In het kader van het tienjarig bestaan van de republiek wordt in Tsjecho-Slowakije aan politieke gevangenen gratie verleend.
- 2: De Britse gouverneur-generaal van Malta, David Campbell, zet het nationaal ministerie van Ugo Mifsud af, nadat laatstgenoemde verklaarde het besluit tot gebruik van slechts Engels en Maltees (en dus niet Italiaans) op volksscholen niet te zullen uitvoeren.
- 3: De Republikeinse Partij stelt in een pamflet dat Roosevelt vele verkiezingsbeloften niet heeft waargemaakt. Hiermee is de politieke wapenstilstand, die sinds Roosevelts aantreden gold, beëindigd.
- 3: Japan besluit tot het uitbreiden van de oorlogsvloot. Het land zal niet wachten tot in 1936 de conventies van Londen en Parijs, die een maximale grootte vaststellen, aflopen.
- 4: In een getuigenverklaring in de zaak rond de rijksdagbrand noemt Hermann Göring de beschuldigingen dat de nationaalsocialisten verantwoordelijk zijn 'grotesk'.
- 5: In Oostenrijk wordt Richard Steidle tot bondscommissaris van propaganda benoemd.
- 7: Zowel de neo-socialisten (de groep rond Pierre Renaudel) als de uiterst linkse Action Socialiste worden uit de Franse socialistische partij gezet.
- 7: In Palestina zijn de onlusten geëindigd. De situatie is weer rustig, maar nog wel gespannen.
- 7: Met de aanvaarding door Pennsylvania, Ohio en Utah is de vereiste 75% meerderheid van staten voor beëindiging van de Drooglegging bereikt.
- 8: Centralistische en socialistische kranten in Danzig wenden zich tot de Volkenbond om te protesteren tegen een verschijningsverbod.
- 8: Koning Nadir Shah van Afghanistan wordt vermoord. Zijn zoon Zahir Shah volgt hem op.
- 9: De Franse neosocialisten rond Pierre Renaudel vormen een eigen groep, genoemd naar Jean Jaurès.
- 10: De onafhankelijke kandidaat Fiorello La Guardia wordt tot burgemeester van New York gekozen.
- 11: De Nobelprijs voor de Natuurkunde van 1932 wordt toegekend aan Werner Heisenberg, die van 1933 wordt gedeeld door Erwin Schrödinger en Paul Dirac.
- 11: De Nobelprijs voor de Literatuur wordt toegekend aan Iwan Bunin.
- 11: In Oostenrijk wordt de doodstraf heringevoerd. Halsmisdrijven zijn moord, brandstichting en sabotage.
- 12: Bij Rijksdagverkiezingen in Duitsland zegt 93,5% van de bevolking 'ja' op de vraag of men het regeringsbeleid goedkeurt, 4,7% stemt nee. De NSDAP (de enige toegelaten lijst) krijgt 92,2% van de stemmen; de overige stemmen worden als ongeldig beschouwd.
- 12: De Roemeense regering-Vaida treedt af.
- 12: Het drankverbod in IJsland wordt ingetrokken op basis van de uitslag van het referendum van 21 oktober (15.834 stemmen voor, 11.624 tegen intrekking)
- 13: De Nederlandse zwembond (NZB) verkrijgt het predicaat Koninklijk en verandert de naam aldus in Koninklijke Nederlandse Zwembond.
- 14: 14 inlandse deelnemers aan de muiterij op Hr. Ms. De Zeven Provinciën krijgen tussen de 6 en 18 jaar gevangenisstraf opgelegd. Allen gaan in hoger beroep.
- 14: In Roemenië wordt een nieuwe regering gevormd onder leiding van Ion Duca. Het parlement wordt ontbonden en er worden nieuwe verkiezingen uitgeschreven.
- 14: Het parlement van Italië wordt ontbonden. Zijn taak wordt overgenomen door de Raad van Corporaties.
- 15: Het Verenigd Koninkrijk besluit tot aanbouw van twee extra kruisers.
- 16: De Duitse Evangelisch-Lutherse Kerk bepleit overplaatsing of ontslag van alle geestelijken die niet mee wensen te werken aan de nationaalsocialistische vernieuwingen (in het bijzonder aparte gemeenten voor niet-Arische christenen).
- 16: De Duitse staatsminister van Justitie Frank kondigt een amnestie aan voor politieke gevangenen. De nationaalsocialistische hervorming van de wet en de maatregelen tegen de Joden zullen echter doorgaan.
- 16: Frankrijk en Syrië sluiten een bondgenootschap.
- 16: De coalitieregering op IJsland treedt af.
- 17: De Verenigde Staten en de Sovjet-Unie gaan diplomatieke betrekkingen aan. De Verenigde Staten erkennen de Sovjet-Unie.
- 18: De nieuwe brug over de Waal bij Zaltbommel (zie ook Martinus Nijhoffbrug) wordt geopend.
- 19: Rudolf Dertil, de dader van de aanslag op Engelbert Dollfuss, wordt tot 5 jaar gevangenisstraf veroordeeld.
- 20: De moordenaars van de Japanse premier Inukai Tsuyoshi krijgen op verzoek van de nationalisten gratie. Bij hun vrijkomen worden ze door een menigte toegejuicht.
- 20: Camille Chautemps vormt een nieuwe regering in Frankrijk.
- 20: A. Trojanoswki wordt benoemd tot ambassadeur van de Sovjet-Unie in de Verenigde Staten.
- 21: Bij verkiezingen in Spanje boeken de rechtse partijen winst.
- 22: Het Zweedse blad Ny Tid meldt dat Duitsland bezig is met de bouw van radiozenders voor propaganda in Zuid-Amerika, Afrika, Oost-Azië en Australië. De zender voor Noord-Amerika zou al in werking zijn.
- 22: De Amerikaanse financieel regeringsadviseur Sprague treedt af wegens onenigheid met het op grote schaal inkopen van goud.
- 22: Soekarno treedt uit als lid van de Partai Nasional Indonesia.
- 22: Het Amerikaans Olympisch Comité verklaart niet aan de Olympische Spelen van 1936 deel te zullen nemen als de beperkingen tegen de Joden niet worden opgeheven voor de deelnemers aan de spelen.
- 23: Generaal Tsai Ting-kai verklaart Fukien onafhankelijk.
- 24: Het Franse kabinet-Sarraut treedt af na een conflict met het parlement over de korting van de ambtenarensalarissen.
- 24: In Duitse steden met meer dan 100.000 inwoners worden geen niet-Arische artsen meer toegelaten.
- 24: Bulgarije en Griekenland zijn in onderhandeling over de diverse lopende geschillen tussen beide landen.
- 25: In de Verenigde Staten is politieke strijd gaande over de monetaire politiek. Sommigen willen de dollar verder devalueren door middel van goudaankopen, anderen willen de dollarprijs juist stabiliseren.
- 26: Bij verkiezingen in het kanton Genève behalen voor het eerst de sociaaldemocraten een meerderheid in de regering een kanton.
- 26: In een toespraak toont bondskanselier Dollfuss zich verzoeningsgezind ten opzichte van Duitsland.
- 26: In San Jose worden Thomas Thurmond en John Holmes, verdacht van betrokkenheid bij de kidnapping en moord van Brooke Hart, door een mensenmenigte uit de gevangenis gehaald en gelyncht. Gouverneur James Rolph verklaart later dat hij welbewust niet heeft ingegrepen en de daders niet zal vervolgen.
- 27: Joegoslavië en Turkije sluiten een non-agressiepact.
- 29: In Japan wordt een plan aangenomen om het communisme uit het land te verdrijven. Communisten kunnen op een onbewoond eiland worden geïnterneerd.
- 30: Bij de Tweede Kamer wordt een voorstel ingediend om strenger op te treden tegen belediging en opruiing. Onder meer het beledigen van bevolkingsgroepen (bijvoorbeeld joden of katholieken) wordt strafbaar gesteld.
- 30: Een commissie van de Britse regering geeft een positief advies betreffende het invoeren van sterilisatie van geesteszieken.

En verder:
- De nieuwe haven van Haifa wordt in gebruik gesteld.
- Het tariefbestand, wat inhield dat geen nieuwe of verhoogde invoerrechten worden geheven, wordt door diverse landen opgezegd.
- Het Vaticaan uit zijn bezorgdheid over de antikatholieke politiek in Mexico, waar vele priesters verboden wordt hun ambt uit te oefenen.
- De gereorganiseerde universiteit van Istanboel wordt geopend. Onder de hoogleraren zijn diverse door het Hitlerregime verdreven Duitsers.

<< · januari · februari · maart · april · mei · juni · juli · augustus · september · oktober · november · december · >>